# Kin-Ball
Kin-Ball er en holdsport skabt i Quebec, Canada, i 1986 af Mario Demers, en professor i idræt. "Kin" kommer af ordet kinæstetik, som betyder bevægelse. Kin-Ball betyder altså direkte oversat bevægelsesbold.
Det Internationale Kin-Ball Forbund (IKBF) anslår at der i dag er omkring 3,8 millioner spillere på verdensplan; de fleste fra Canada, Japan, Belgien, Frankrig, Schweiz, Spanien, Kina og Korea.

## Spillet (regler)
Kin-Ball spilles med en oppustelig bold med en diameter på 1,2 m og en vægt på kun 960 g. Spillet kan også spilles udendørs, hvor man bruger en bold med en diameter på 102 cm og en vægt på 1000 g. Udendørsbolden er mindre, da den produceres i et stærkere materiale, der øger vægten lidt. Bolden pustes op til samme tryk som en volleyball.
Spillet spilles af tre hold a hver 4 spillere, på en bane på 20 x 20 meter (70 ft x 70 ft) (svarende til en halv håndboldbane) med en overflade der tillader at spillerne kan glide ("slide") på gulvet. Alle spillere bærer en vest med farverne: grå, blå eller sort som er de officielle Kin-Ball farver. Da spillet er opfundet i Canada, kaldes farverne på fransk: gris, bleu og noir.
Spillet sættes i gang, ved at ét hold sidder med bolden, hvorefter de råber "Omnikin" efterfulgt af farven på et af de to andre hold, og slår til bolden (server). Holdet hvis farve blev råbt, skal derefter stoppe og gribe bolden før den rammer jorden. Hvis det mislykkes, får de to andre hold point. Hvis det lykkes det anråbne hold at stoppe og gribe bolden, har de ti sekunder til at sætte sig ned med bolden og derefter yderligere 5 sekunder til at serve bolden til et af de andre hold, efter samme procedure.
Der er en del andre regler, som dommerne kan vælge at håndhæve; de vigtigste nævnes her:
- I det øjeblik det servende hold rammer bolden, skal alle fire spillere røre bolden.
- Bolden må ikke skydes i en nedadgående retning. Først efter 1,8 meter må bolden dykke. Dog gælder denne regel ikke, hvis bolden rammer en modspiller før gulvet, hvilket kaldes ulovligt forsvar og medfører at det servende hold får point.
- Selvom bolden må røres med alle dele af kroppen, er det ikke tilladt at gribe og flytte bolden ved at holde om den med begge arme; ligesom der heller ikke må holdes fast med fingrene i fx lukningen, der bruges til at puste bolden op.
- Når 3. person på et hold rører bolden, må spillere der herefter har (eller har haft) kontakt med bolden ikke flytte fødderne. Dette kaldes "freeze".

## Perioder
Kampe spilles i perioder á 13 point. Når det første hold når 11 point, udgår holdet med færrest point, hvorefter de to resterende hold spiller til 13 point. Efter hver periode startes spillet på gulvets midte af det hold, der har færrest point. Det første hold der vinder tre perioder, vinder kampen.

## Pointsystem
Reglerne omkring pointsystemet i Kin-Ball er meget specielle, idet de skal sørge for at ingen hold kommer til at føre stort.
Pointreglerne er disse:
- Det servende hold skal melde til det førende hold.
- Hvis det servende hold fører, skal de melde til holdet med næstflest point.
- Hvis det servende hold står lige med et (eller flere) af de andre hold, skal de melde til dette hold.

## Klubber i Danmark
I Danmark dyrkes sporten på klub-plan to steder, nemlig i Aarhus, i Aarhus Kin-Ball Forening (siden 2007) og i Kolding i Kolding Kin-Ball Forening (siden maj 2017). Danmark sender jævnligt hold afsted til internationale turneringer, herunder
- 2008: EM i Tyskland (damer)
- 2009: VM i Canada (herrer)
- 2010: EM i Frankrig (herrer og damer)
- 2011: VM i Frankrig (herrer?)
- 2013: VM i Belgien (herrer og damer)
- 2014: Klub-EM i Tjekkiet (mixhold)
- 2015: VM (og klub-VM) i Spanien (herrer og to mixhold)
- 2017: VM i Japan (herrer)
- 2018: EM i Slovakiet

## Internationale turneringer
- Kin-Ball sport World Cup
- Kin-Ball sport European Championship